# Lance LeGault
William Lance LeGault (Chicago, 2 maggio 1935 – Los Angeles, 10 settembre 2012) è stato un attore statunitense. È noto principalmente per aver interpretato il colonnello Roderick Decker nella serie televisiva A-Team.

## Biografia
LeGault nacque a Chicago, nell'Illinois, figlio di Mary Jean (nata Kovachevich) e Ernest Legault. Il padre era di origini franco-canadesi mentre la madre era figlia di immigrati dell'Impero austro-ungarico. La famiglia era povera ed ha vissuto in un orfanotrofio per un periodo tra la morte di suo padre nel 1941 e quando sua madre si risposò nel 1943. Ha iniziato a lavorare a 11 anni ed è stato licenziato a 13 anni quando hanno scoperto che non aveva 18 anni come aveva affermato.
È cresciuto a Chillicothe, nell'Illinois, e si è laureato presso la Chillicothe Township High School nel 1955. All'università municipale di Wichita si è laureato in economia aziendale.
È stato sposato dal 1984 fino alla morte e ha avuto 4 figli: Maria, Teresa, Marcus e William Lance Junior. È scomparso nel 2012 per insufficienza cardiaca nella sua casa di Los Angeles.

## Carriera
I primi tre film di LeGault furono girati, con Elvis Presley, in ruoli di stuntman; è apparso anche nello speciale televisivo NBC di Presley nel 1968 Elvis (noto anche come 68 Comeback Special di Elvis), dove sedeva a lato del palco suonando un tamburello.
Nel 1969, è apparso come Iago nella versione teatrale britannica di Catch My Soul: Rock Othello di Jack Good, e interpretò di nuovo Iago nella versione cinematografica Metromedia del 1974 di Catch My Soul.
Ha recitato soprattutto in serie e film televisivi degli anni settanta e ottanta, ed era noto principalmente per la rappresentazione di personale militare severo e intransigente.
Il suo ruolo più noto è stato nella serie degli anni ottanta, A-Team, come colonnello Roderick Decker, un ufficiale dell'esercito degli Stati Uniti che cerca senza successo di catturare i fuggitivi veterani del Vietnam protagonisti della serie. Ha interpretato il ruolo del colonnello Decker dal 1983 al 1986.
Ha anche avuto un ruolo ricorrente in un'altra serie televisiva di successo degli anni ottanta, Magnum, P.I., come ufficiale dei Marines degli Stati Uniti, il colonnello "Buck" Green che spesso era in contrasto con il protagonista in quanto doveva coprire dei segreti militari.
Apparve anche in alcuni episodi di serie televisive, quali T.J. Hooker, Supercar, L'incredibile Hulk, Dynasty, MacGyver, Airwolf, La legge di McClain, Colombo e Dallas.
Il tono della sua voce particolarmente basso e grave lo ha aiutato a ottenere ruoli, spesso, come "cattivo" o "duro". Ha anche intrapreso una carriera secondaria nel lavoro di voce fuori campo. Per molti anni LeGault ha commentato i trailer dei programmi per la ABC. Ha anche doppiato alcuni personaggi di videogiochi..

## Filmografia parziale

### Cinema
- Cento ragazze e un marinaio (Girls! Girls! Girls!), regia di Norman Taurog (1962)
- Viva Las Vegas, regia di George Sidney (1964)
- Il monte di Venere (Kissin' Cousins), regia di Gene Nelson (1964)
- Il cantante del luna park (Roustabout), regia di John Rich (1964)
- La ragazza yé yé (The Swinger), regia di George Sidney (1966)
- Coma profondo (Coma), regia di Michael Crichton (1978)
- Amy, regia di Vincent McEveety (1981)
- Stripes - Un plotone di svitati (Stripes), regia di Ivan Reitman (1981)
- L'aquila d'acciaio (Iron Eagle), regia di Sidney J. Furie (1986)
- Trappola per il presidente (Executive Target), regia di Joseph Merhi (1997)
- Mortal Kombat - Distruzione totale (Mortal Kombat: Annihilation), regia di John R. Leonetti (1997)
- Prince Avalanche, regia di David Gordon Green (2013)

### Televisione
- Gunsmoke – serie TV, 1 episodio (1974)
- Petrocelli – serie TV, 1 episodio (1975)
- La fuga di Logan (Logan's Run) – serie TV, 1 episodio (1977)
- Agenzia Rockford (The Rockford Files) – serie TV, 2 episodi (1975-1977)
- Pepper Anderson - Agente speciale (Police Woman) – serie TV, episodio 3x21 (1977)
- Wonder Woman – serie TV, episodio 3x02 (1978)
- L'incredibile Hulk (The Incredible Hulk) – serie TV, episodio 2x03 (1978)
- Galactica (Battlestar Galactica) – serie TV (1978)
- Capitan America (Captain America), regia di Rod Holcomb – film TV (1979)
- Hazzard (The Dukes of Hazzard) – serie TV, 1 episodio (1980)
- Buck Rogers (Buck Rogers in the 25th Century) – serie TV, episodi 2x01-2x02 (1981)
- Dynasty – serie TV, 6 episodi (1981-1982)
- Magnum, P.I. – serie TV, 10 episodi (1981-1988)
- Supercar (Knight Rider) – serie TV, 1 episodio (1982)
- T.J. Hooker – serie TV, 1 episodio (1983)
- A-Team (The A-Team) – serie TV, 20 episodi (1983-1986)
- Airwolf – serie TV, 4 episodi (1984, 1985)
- Supercopter – serie TV, 6 episodi (1984-1986)
- MacGyver – serie TV, episodio 3x07 (1987)
- La signora in giallo (Murder, She Wrote) – serie TV, episodio 4x20 (1988)
- Star Trek: The Next Generation – serie TV, episodio 2x20 (1989)
- Le notti del lupo (Werewolf) – serie TV, 29 episodi (1987-1988)
- Colombo (Columbo) – serie TV, episodio 10x05 (1992)
- Renegade – serie TV, 2 episodi (1992-1994)